# Ivica Ivušić
Ivica Ivušić (Rijeka, 1. veljače 1995.) hrvatski je nogometaš koji igra na poziciji golmana. Trenutačno igra za Hajduk Split.

## Klupska karijera
Svoju omladinsku karijeru započeo je u Rijeci. U Rijeci je proveo osam godina, sve do 2009. kada prelazi u Inter Milan. Prvu polovicu 2011. godine proveo je na posudbi u Seregnu. U srpnju 2014. Inter ga je posudio talijanskom trećeligašu Pratu do kraja sezone. Za Prato je debitirao 10. kolovoza u utakmici Coppa Italije koju je Prato izgubio 1:0 od Juve Stabije. U ligi je debitirao 30. kolovoza protiv San Marino Calcija (1:1).
Dana 17. kolovoza 2015. prelazi iz Inter Milana u Istru 1961. Za Istru je debitirao 8. studenog 2015. u utakmici 1. HNL protiv zagrebačkog Dinama od kojeg je Istra izgubila 1:0. U hrvatskom nogometnom kupu debitirao je 21. rujna 2016. kada je Istra slavila 1:3 protiv opuzenskog Neretvanca.
Dana 18. siječnja 2018. prelazi u grčki Olympiakos. Za Olympiakos nikada nije nastupio. U Olympiakosu je ostao sve do 1. srpnja kada prelazi u Osijek.
Za drugu momčad Osijeka debitirao je 28. travnja 2019. u utakmici 2. HNL protiv Dinamo Zagreba II kojeg je Osijek II dobio 3:0. Za prvu momčad je debitirao 19. srpnja kada je Osijek slavio 2:0 protiv Slaven Belupa u 1. HNL. U kupu je debitirao 24. rujna u utakmici u kojoj je Vuteks-Sloga iz Vukovara izgubila s visokih 0:8.
Dana 27. siječnja 2023. prešao je u ciparski Pafos za dva milijuna eura.

## Reprezentativna karijera
Tijekom svoje omladinske karijere nastupao je za sve selekcije Hrvatske od 14 do 20 godina osim one do 18 godina. Izbornik A selekcije hrvatske reprezentacije Zlatko Dalić objavio je 16. kolovoza 2021. popis igrača za utakmice protiv Rusije, Slovačke i Slovenije, među kojima je bio i Ivušić. Za A selekciju debitirao je 4. rujna protiv Slovačke koju je Hrvatska dobila s minimalnih 0:1. Dana 9. studenoga 2022. Zlatko Dalić uvrstio je Ivušića na popis igrača za Svjetsko prvenstvo 2022.

## Priznanja

### Individualna
- 2024. Odlukom predsjednik Republike Hrvatske Zorana Milanovića odlikovan je Redom Danice hrvatske s likom Franje Bučara: "Za izniman uspjeh hrvatske nogometne reprezentacije, doprinos sportu i međunarodnom ugledu Republike Hrvatske te osvajanju 3. mjesta na 22. Svjetskom nogometnom prvenstvu u Državi Katru" [14]

### Klupska
Pafos
- Ciparski nogometni kup: 2023./24.
- Ciparska prva divizija: 2024./25.

### Reprezentativna
Hrvatska
- Svjetsko prvenstvo: 2022. (3. mjesto)[15]
- UEFA Liga nacija (2. mjesto): 2022./23.

## Vanjske poveznice
- Profil, Hrvatski nogometni savez
- Profil, Soccerway (engl.)
- Profil, Transfermarkt (engl.)